# Orbassano
Orbassano (Orbassan in piemontese, pronuncia [ʊrbaˈsaŋ]) è un comune italiano di 22 841 abitanti, appartenente alla prima cintura dell'area metropolitana di Torino, in Piemonte.
Il torrente Sangone divide in due il territorio comunale. Il centro abitato è interamente a sud, ormai aggregato alla località Pasta di Rivalta, mentre a nord del torrente si trova l'abbazia di Gonzole, le cui giornate di terra lasciarono spazio, negli anni sessanta del Novecento, al Sanatorio San Luigi, ora Azienda Ospedaliera, nonché all'interporto ferroviario di Torino Si.To.
In località Cascina Mellano è sorto, negli anni settanta, il Centro Ricerche Fiat.
Fatta eccezione per le cascine e le aree industriali, la sola frazione di Orbassano fuori dal centro abitato è Tetti Valfré, sulla strada che conduce alla Palazzina di caccia di Stupinigi, presso il comune di Nichelino.

## Geografia fisica
Il centro abitato è attraversato a sud dal 45º parallelo, la linea equidistante fra il polo nord e l'equatore.

## Storia
L'etimologia toponomastica del centro abitato non è chiara, ma molto probabilmente deriverebbe dal latino Urbis Sanus, ovvero "città salubre", come a indicare un luogo adatto al sorgere di un centro abitato; tale dicitura appare tuttora nel gonfalone della città come proprio motto.
Secondo altre fonti storiche il termine toponomastico potrebbe derivare anche dal nome di persona Urbicius, un legionario romano insediatosi nel territorio al termine della sua carriera militare e a cui furono assegnate alcune centurie di terreno, come era consuetudine nella società romana. Le testimonianze di disboscamenti, suddivisioni in centuriazioni e coltivazioni sono documentate da due reperti epigrafici di epoca imperiale, rinvenuti nel territorio comunale nella seconda metà del XIX secolo.
La toponomastica variò poi in Vicus Urbanicum e in Orbacianum intorno all'anno mille, quando l'area entrò a far parte dei territori appartenenti ai Marchesi di Susa, ma venne poi ceduta nel 1029 all'abbazia di San Giusto di Susa, da Olderico Manfredi.
Dopo il 1035 la metà dei territori divennero possedimenti della diocesi torinese, tuttavia nel XII secolo passò sotto la guida della famiglia degli Orsini, Signori di Rivalta, il paese con cui Orbassano condivide il confine settentrionale, . È in questo periodo che iniziò a svilupparsi la piccola borgata di "Cascinette". La piazza principale era l'attuale piazza del borgo e un piccolo castello sorgeva un po' fuori, sull'attuale via Castellazzo, al posto dell'attuale Palazzo Vaudagnotto.
Durante tutto il XII secolo si susseguirono i contrasti tra la famiglia Orsini e i Vescovi di Torino per il possesso di questi territori, fino all'accordo del 1253. Nel 1327 Orbassano fu infeudata ai Savoia, che ne assegnarono nuovamente il possesso ai Signori di Rivalta. Alla morte di Risbaldo Orsini (Risbaud Orsin), nel 1341, la famiglia si divise in due rami: i Signori del Castello superiore di Rivalta e del Castello inferiore di Orbassano.
A partire dai primi anni del Cinquecento i territori divennero noti come Orbazan, per poi trasformarsi definitivamente in "Orbassano" e vedere il declino dei signori di Rivalta, fino a quando le due dinastie si estinsero alla metà del Settecento, dopo che l'eredità era passata a Isabella, sposa del marchese Palavicini. In questo periodo il villaggio di Orbassano divenne sede di villeggiatura per signori e vennero edificate alcune prestigiose residenze fra Seicento e Settecento: Villa Gaj di Quarti e Villa Palma Nota.
Il territorio di Orbassano è anche noto per la "Battaglia della Marsaglia", che vide schierarsi da una parte le truppe del Re di Francia Luigi XIV, guidate dal generale Nicola Catinat e dall'altra quelle di Vittorio Amedeo II. È bene ricordare però che tale battaglia non interessò in realtà i territori di Orbassano, ma la fascia che circonda il Monte San Giorgio e quindi i comuni di Bruino, Piossasco e Volvera. Gli storici che ai primi del Novecento analizzarono i documenti citarono Orbassano in quanto centro urbano maggiormente sviluppato rispetto ai comuni interessati dallo scontro.
 Orbassano subì invece la ferocia delle armate francesi durante l'Assedio di Torino del 1706: il borgo venne dato alle fiamme e completamente incenerito.
Già a partire dall'800 Orbassano inizia a trasformarsi: la personalità di Orbassano più rilevante dell'Ottocento è stata Leandro Quenda, sindaco di Orbassano per oltre vent'anni, eletto nell'allora Regno di Sardegna e deposto a Italia già unificata. Sotto il suo lungo mandato a Orbassano sono stati aperti l'ospedale San Giuseppe, la scuola Don Giordano, tessiture, opifici, strade ed è stato lui a proporre e a coinvolgere gli altri sindaci della Val Sangone e del Pinerolese per l'apertura delle linee ferroviarie lungo l'asse Orbassano-Giaveno e Orbassano-Pinerolo.
In principio Orbassano fu sede di un'azienda tessile di medie dimensioni, la Depetris, e questo rappresentò il primo settore sviluppatosi in loco e più generalmente nell'intera Italia Settentrionale all'epoca. Da ricordare è anche la breve esperienza aeronautica orbassanese con l'A.E.R.. Nel 1969 nella vicina Tetti Francesi (frazione di Rivalta) aprì lo stabilimento Fiat Rivalta con conseguente flusso di immigrati dalle campagne e dal meridione.
A partire dagli anni settanta del Novecento, con l'insediamento nel territorio della Fiat e di tutto l'indotto che ne è conseguito, c'è stato un forte aumento della popolazione, che è passata in breve tempo da 6 000 abitanti a 16.000.
 È stato quindi stabilito un nuovo piano regolatore per organizzare le aree residenziali, quelle commerciali e industriali, le zone destinate ad area agricola e quelle riservate ai servizi. Questo piano regolatore, tuttavia, non ha evitato speculazioni edilizie.
La Giunta Regionale del Piemonte, nel febbraio 2010, ha modificato la categoria sismica di Orbassano, elevandola da 4 (rischio minimo) a 3, facendola così rientrare nei comuni in cui è necessario seguire la normativa antisismica per le costruzioni.

### Simboli
Lo stemma e il gonfalone della Città di Orbassano sono stati concessi con decreto del presidente della Repubblica del 13 febbraio 2006.
Il gonfalone è un drappo di azzurro.

## Monumenti e luoghi d'interesse

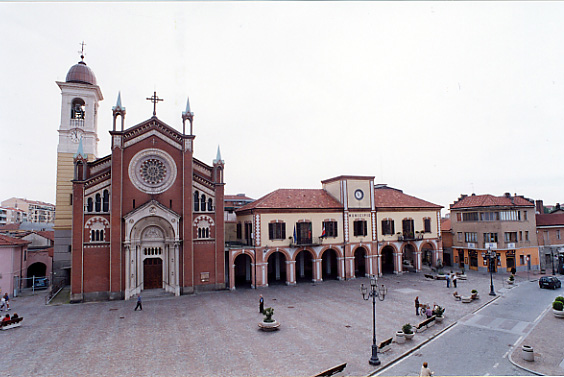
Piazza Umberto I

- Nella chiesa barocca della Confraternita dello Spirito Santo[7], nella centrale piazza Umberto I di fronte alla chiesa parrocchiale, vi sono alcune grandi tele, tra cui una Pentecoste di Giovanni Andrea Casella del 1647 e una Madonna e santi di Michele Antonio Milocco del 1754[8]
- La chiesa parrocchiale di San Giovanni Battista venne costruita tra il 1896 e il 1897 in sostituzione della precedente chiesetta parzialmente crollata nel 1895
- Nell'area verde all’angolo fra Via Dante Di Nanni e Via Alcide De Gasperi vi è un cippo dello scultore Giuliano Romano[9] posto nel 1996 a ricordo delle vittime civili del mitragliamento, nel 1945, della tranvia Torino-Orbassano-Giaveno

## Società

### Evoluzione demografica
A partire dall'anno 1961, la popolazione residente è aumentata di tre volte.
Abitanti censiti

### Etnie e minoranze straniere
Al 31 dicembre 2023 la popolazione straniera era di 1 137 abitanti, pari al 5,84% dei residenti.

## Cultura

### Biblioteca
A Orbassano è presente la biblioteca civica a più piani Carlo Maria Martini.

## Infrastrutture e trasporti
Orbassano è servita dalle linee 5, OB1, RV2, 43 e 48, grazie al trasporto pubblico cittadino svolto tramite anche altre autolinee gestite da GTT.
Dal 1881 al 1958 Orbassano fu servita dalla tranvia Torino-Orbassano-Giaveno.
A partire dal 2022 sono previsti i sondaggi preliminari per la Linea 2 della metropolitana, che in futuro collegherà Orbassano con il centro di Torino, attraversando gli abitati di Pasta di Rivalta e Beinasco.

## Sport

### Calcio
La principale squadra di calcio è l'Orbassano Calcio, che dal 2016 milita nel campionato di Prima Categoria.

## Amministrazione

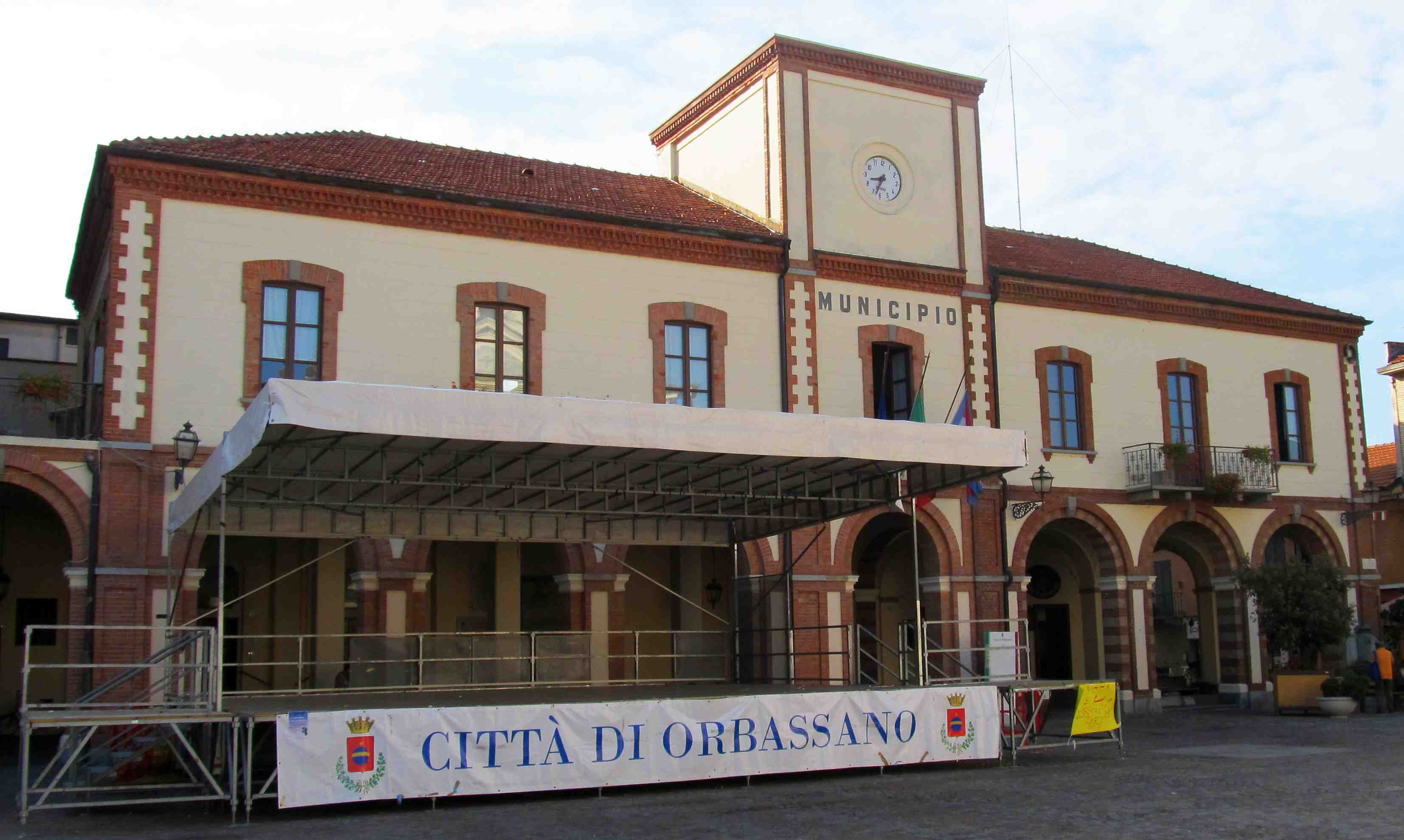
Il Municipio Comunale

| Periodo | Periodo   | Primo cittadino     | Partito                            | Carica  | Note       |
| ------- | --------- | ------------------- | ---------------------------------- | ------- | ---------- |
| 1994    | 1998      | Graziano Dell'Acqua | Partito Democratico della Sinistra | Sindaco |            |
| 1998    | 2003      | Graziano Dell'Acqua | Partito Popolare Italiano          | Sindaco | II Mandato |
| 2003    | 2008      | Carlo Maroni        | Lista civica centro-sinistra       | Sindaco |            |
| 2008    | 2013      | Eugenio Gambetta    | Lista civica centro-destra         | Sindaco |            |
| 2013    | 2018      | Eugenio Gambetta    | Liste civiche + centro-destra      | Sindaco | II Mandato |
| 2018    | 2023      | Cinzia Maria Bosso  | Liste civiche + Forza Italia       | Sindaco |            |
| 2023    | In Carica | Cinzia Maria Bosso  | Liste civiche + centro-destra      | Sindaco | II Mandato |

### Gemellaggi
- Ełk, dal 2010
- Nogent-sur-Oise (patto di amicizia)